# Lionel Jeffries
Lionel Jeffries, född 10 juni 1926 i Forest Hill i Lewisham i London, död 19 februari 2010 i Poole i Dorset, var en brittisk skådespelare, manusförfattare och filmregissör. Som skådespelare medverkade han i över 100 filmer och TV-produktioner.

## Filmografi
- 1956 – Han som älskade livet (roll)
- 1956 – Bhowani – station i Indien (roll)
- 1958 – Dunkerque – helvetesstranden (roll)
- 1960 – Gröna nejlikan (roll)
- 1960 – Det perfekta alibit (roll)
- 1963 – Bara få kan skoja så (roll)
- 1964 – Röde Orm och de långa skeppen (roll)
- 1964 – Snusdosan (roll)
- 1964 – Först på månen (roll)
- 1966 – Ajöss Baby! (roll)
- 1967 – Camelot (roll)
- 1968 – Chitty Chitty Bang Bang (roll)
- 1970 – Tågräddarna (manus och regi)
- 1972 – Pepparkakshuset - vem slog ihjäl tant Roo? (roll)
- 1972 – The Amazing Mr. Blunden (manus och regi)
- 1975 – Royal Flash (roll)
- 1978 – The Water Babies (regi)
- 1979 – Fången på Zenda (roll)